# Eumesembrinella incompleta
Eumesembrinella incompleta är en tvåvingeart som beskrevs av Charles Howard Curran 1934. Eumesembrinella incompleta ingår i släktet Eumesembrinella och familjen spyflugor.
Artens utbredningsområde är Guyana. Inga underarter finns listade i Catalogue of Life.